# Połanieci univerzálé

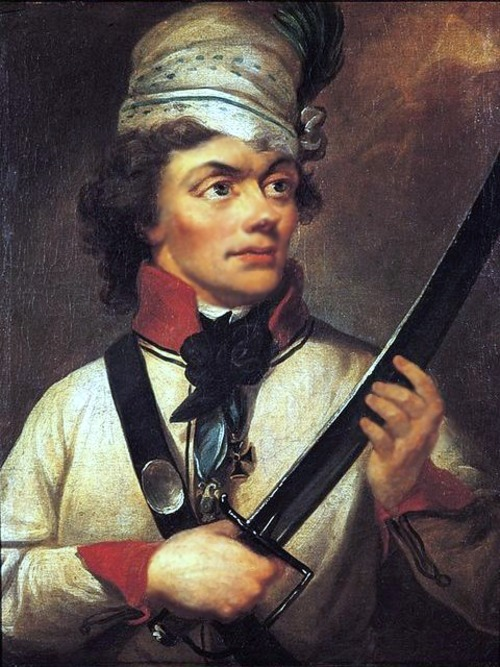
Tadeusz Kościuszko

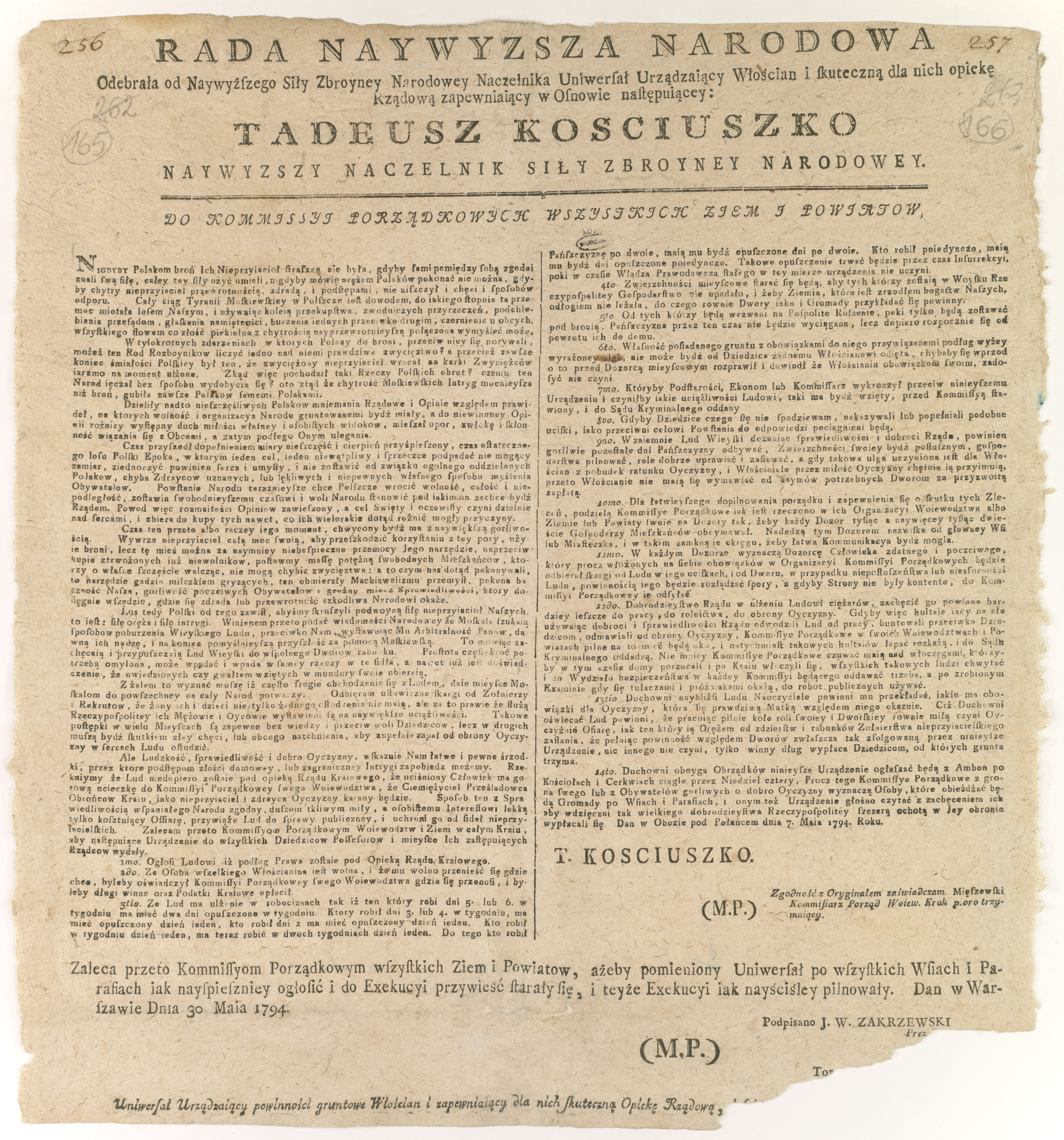
A połanieci univerzálé

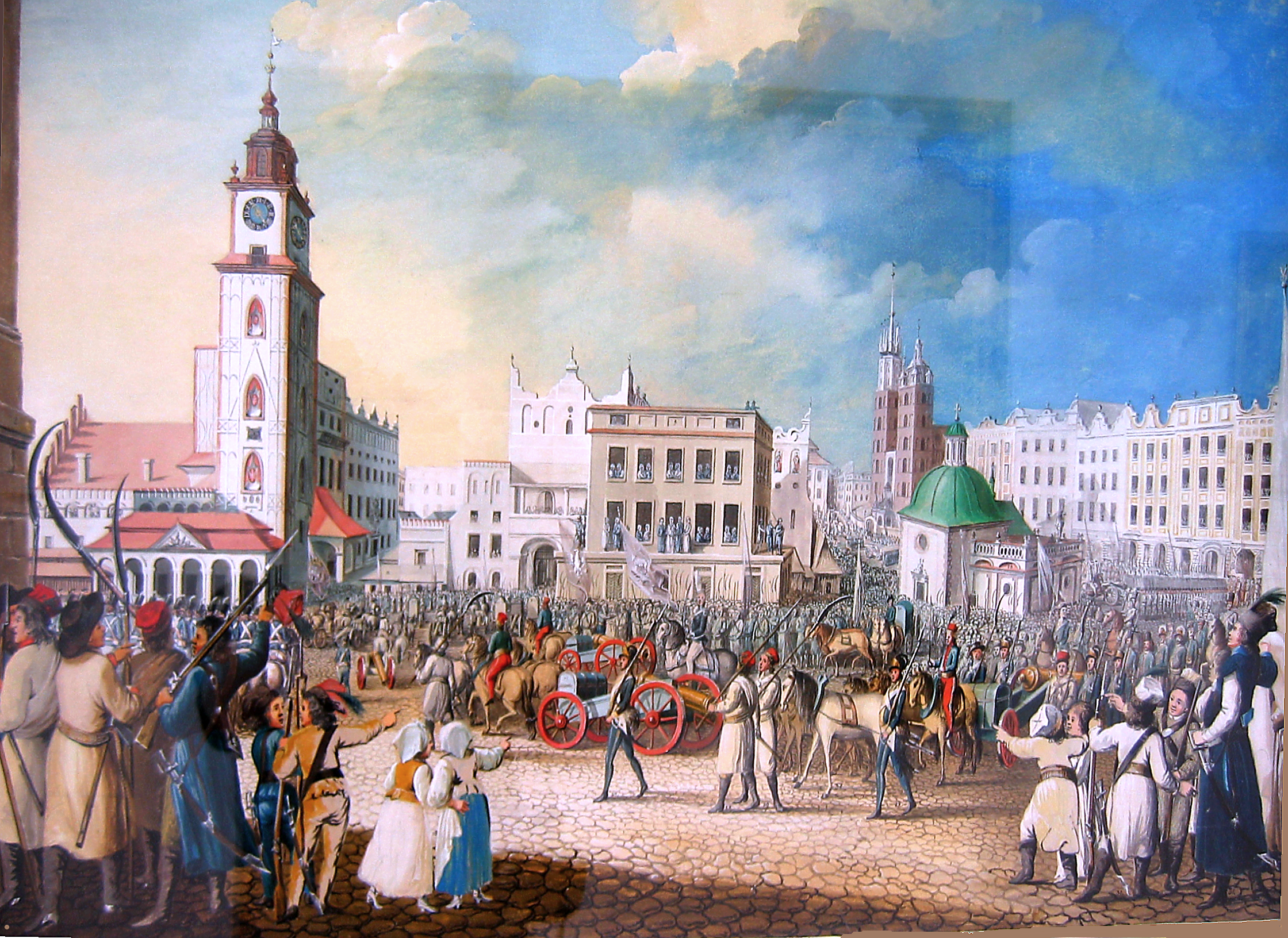
Krakkó főtere a győztes racławicei csata után

A połanieci univerzálé (lengyelül: Uniwersał połaniecki, illetve Uniwersał urządzający powinności gruntowe włościan i zapewniający dla nich skuteczną opiekę rządową, bezpieczeństwo własności i sprawiedliwość w komisjach porządkowych) Tadeusz Kościuszko jobbágyokat védő rendelete, melyet 1794. május 7-én Połaniec városában alkotott. A jogszabály formailag a köztársaság (Rzeczypospolitej Obojga Narodów) nevében, az 1791. május 3-i alkotmány alapján született.

## Története
Lengyelország három felosztásának folyamatában a létéért küzdő lengyel állam számos polgári reformot vezetett be az 1760-as évektől kezdődően. Ennek során a jobbágykérdés rendezése is többször napirendre került. A nagy szejm által alkotott alkotmány után a połaneci univerzálé volt a második olyan jogalkotási dokumentum, ami elismerte a jobbágyság személyes szabadságát. Az alkotmányhoz és a fekete menet petíciójához hasonlóan ennek megszövegezésében is részt vett Hugo Kołłątaj.
A rendelet kiadásának legfőbb célja az volt, hogy törvényesítse az ún. kaszások (Kosynierzy) és parasztok részvételét a felkelő sereg fegyveres harcaiban, illetve hogy védelmet adjon a földön dolgozó jobbágyságnak a földesurakkal, rablókkal és csavargókkal szemben. Külön állami szervet (Dozorcy) hozott létre, amelynek legfőbb feladata a parasztügy rendezése volt.
Mint a Kościuszko-felkelés során született több más jogszabály, úgy ez sem volt képes a gyakorlatban ténylegesen érvényesülni a felkelés korai, őszi bukása miatt. Bár a rendelet emiatt nem volt lényeges hatással a jobbágyok helyzetére, azonban az évek során szimbolikus jelentőségre tett szert.

## Tartalom
A kiáltvány két fő részből áll. Preambulumában Kościuszko bemutatja a politikai helyzetet és a felkelés céljait, második része pedig jogi rendelkezéseket tartalmaz pontokba szedve. Fontosabb rendelkezései:
- a jobbágyságot a kormány védelme alá helyezi,
- a jobbágyterheket (robotot) 50%-kal csökkentette,
- a harcok idejére mentesítette a robot kötelezettsége alól azokat, akik a felkelés hadseregében szolgáltak,
- biztosította a személyes szabadságot minden jobbágynak,
- biztosította a szabad költözés jogát azoknak a jobbágyoknak, akik adósságukat visszafizették, adójukat megfizették és költözési szándékukat bejelentették a Kormányzói Bizottságoknak,
- megerősítette és védelmezte azoknak a jobbágyoknak a földhasználati és birtoklási jogát a földesurakkal szemben, akik teljesítették a kötelezettségeiket,
- a népnek sérelmet okozó állami embereket és a hatalmaskodó földesurakat büntetőjogi felelősségre vonással fenyegette,
- a jobbágyokat engedelmességre és kiváló munkára buzdította,
- létrehozta az állami felügyelői tisztséget a paraszti ügyek intézésére és általában az univerzálé rendelkezéseinek végrehajtására,
- a csavargókat, munkakerülőket büntetéssel fenyegette és közmunkára rendelte,
- a papokat és tanítókat kötelezte, hogy hirdessék ki és magyarázzák el a rendeletet a népnek.

## Felügyelők
A felügyelők állami hivatalnokok voltak. Egy-egy felügyelő 1000-1200 gazdaság ügyeit intézte. Hatáskörükbe tartozott a parasztok védelme és a nemesek ellenőrzése, a parasztok és a nemesség közötti jogviták eldöntése, a közbiztonság megteremtése és fenntartása, a népszámlálás végrehajtása, az utak és hidak karbantartásának irányítása, a mezőgazdaság fejlesztése és az erdővédelem, továbbá a vidéki iskolák működésének biztosítása. Jogviták esetén, ha a felek a döntésével nem értettek egyet, akkor jogosult volt a Kormányzó Bizottsághoz utasítani őket. A felügyelői tisztség volt az első parasztügyi hivatal a lengyel történelemben.

## Fordítás
- Ez a szócikk részben vagy egészben a Uniwersał połaniecki című lengyel Wikipédia-szócikk ezen változatának fordításán alapul.  Az eredeti cikk szerkesztőit annak laptörténete sorolja fel. Ez a jelzés csupán a megfogalmazás eredetét és a szerzői jogokat jelzi, nem szolgál a cikkben szereplő információk forrásmegjelöléseként.